# 리히텐슈타인 의회
리히텐슈타인 의회(독일어: Landtag des Fürstentums Liechtenstein)는 리히텐슈타인 공국의 단원제 의회이다. 25명의 의원으로 구성되어 있으며, 임기는 4년이다.

## 역사
의회는 1818년 절대왕정에 의해 처음 만들어졌다. 성직자와 지역공동체가 신분의회를 구성했다. 성직자는 3명의 신부를 의원으로 선출했고, 지역 공동체는 지역의 대표 11명을 대표자로 의회에 파견했다. 이 신분제 의회는 제후의 요청으로 연 1회 회의가 열렸다. 또 이 의회는 권한을 갖지 못했으며, 제후 조세요구를 의결을 통해 "감사히" 받아들이는 기능을 했다.

### 1862년 헌법
리히텐슈타인의 의회주의는 1862년 헌법과 함께 시작되었다고 할 수 있다. 이렇게 생긴 의회는 대부분이 국민의 자유선거로 선출되어 국민을 대표하는 최초의 의회였다. 의원정수는 15명으로 줄었다. 그 중 3명은 제후가 임명하고, 나머지 12명은 국민이 간접선거를 통해 선출했다. 선거를 위해 우선 지역공동체에서 남성 100인당 2인의 선거인단을 선출하고, 선거인단 총회에서 의원을 선출했다. 의회는 국가기능에 영향을 미치는 가장 중요한 기관은 아니었지만, 가장 중요한 기관들 중에 하나가 되었다. 의회는 국제조약과 세금인상법의 입법에 영향력을 행사했고, 행정기관을 견제하고 징병법안에 동의할 수 있는 권한을 가지게 되었다.

### 1921년 헌법

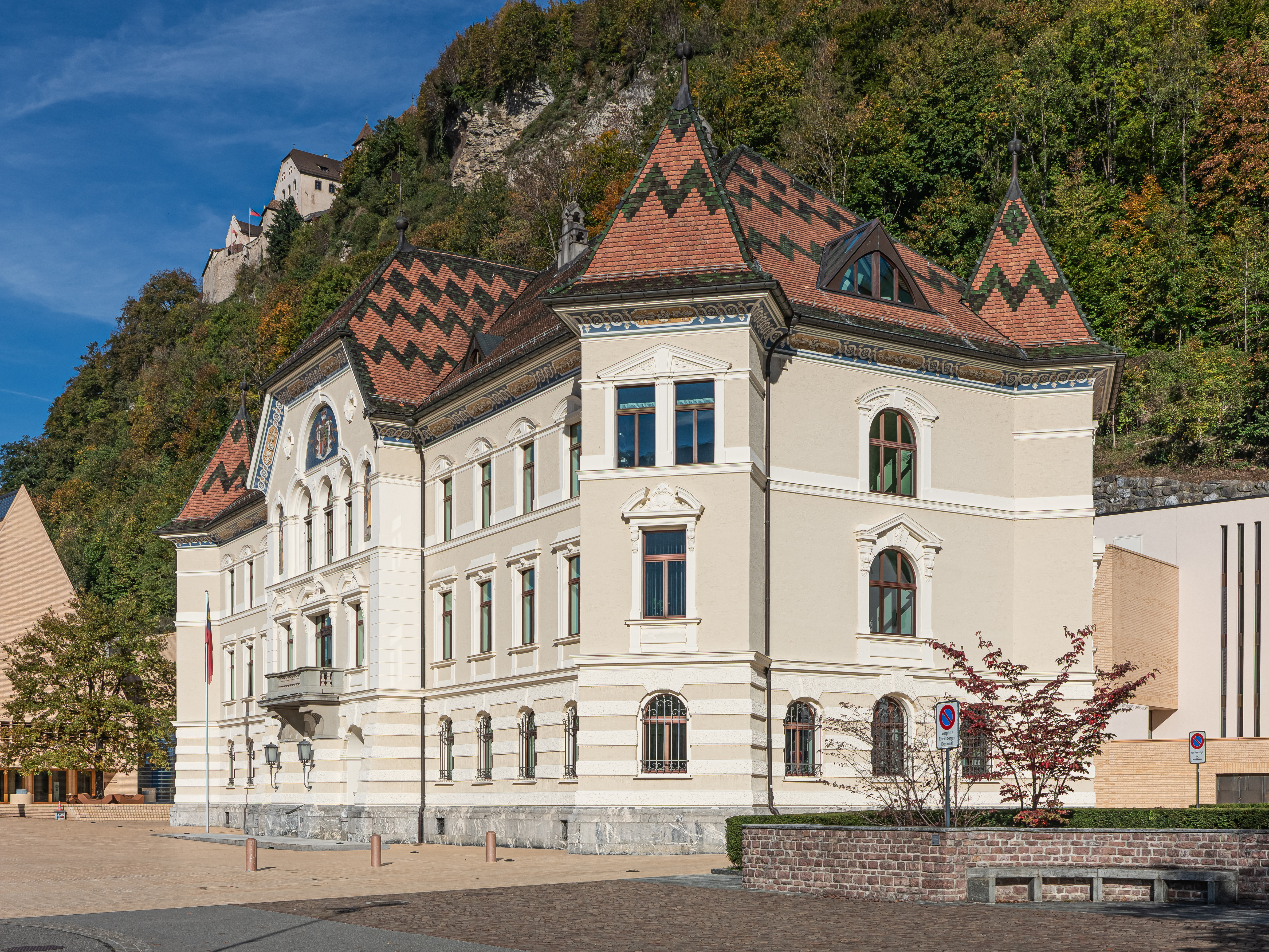
2007년까지 의회가 사용했던 정부청사 건물

1921년 헌법을 통해 리히텐슈타인은 민주주의와 왕정이 균형을 이루게 됐다. 많은 국가기능이 여러 국가기관들의 상호영향속에서 작동했다. 새 헌법이 1862년 헌법과 다른 점은 "민주적이고 의회주의적인" 토대위에 기초하고 있다는 것이다. 국민들은 더 많은 직접민주주의적 권리를 획득했다. 제후의 의원 임명권이 폐지되면서 의회는 완전한 국민대의기관이 되었다.
의회의 권한도 확대되었다. 정부도 제후와 의회가 논의해 구성하게 되었으며, 의회가 제안권을 가지게 되었다. 새 헌법을 통해 편한 것 중하나는 의회가 판사를 선출하기 시작한 것이다.
1918년 직접, 비밀 선거제가 도입되었고, 그때부터 의원을 국민들이 선출하게 되었다. 1939년까지 단순다수대표제로 의원을 선출했다. 2차대전 직전에 외부의 압력을 받고 있는 와중에 정당간 평화를 위해 비례대표제를 도입했다.
동시에 극단적 세력의 의회 진출을 막기 위해 봉쇄조항 18%를 도입했다. 1962년 헌법재판소는 봉쇄조항이 헌법적 근거가 없다는 이유로 위헌판결을 내렸다. 1973년 헌법개정을 통해 8 % 봉쇄조항이 재도입되었다. 봉쇄조항을 낮추거나 폐지하려는 운동들이 현재까지 이어지고 있으나 성과를 내지는 못하고 있다.

## 기능

### 입법
의회의 가장 중요한 기능중의 하나는 입법에 영향을 미치는 것이다. 리히텐슈타인에서도 의회를 거치지 않고 법률이 제정되거나, 개정될 수 없다. 의회는 제후, 정부와 더불어 헌법 개정과 법안에 대한 발안권을 가지고 있다. 그러나 실제로는 정부와 정부소속 전문가들이 대분의 법률안을 작성한다. 의회는 법률안을 정부로 돌려보내거나, 법안을 보완할 위원회를 구성할 수 있다.
모든 법안은 제안 토론을 거쳐 발안이 이루어진다. 이후 2번의 독회를 거친 후 표결이 이루어진다. 제안 토론 과정에서 의회는 해당 안건의 논의를 시작할 것인지를 결정한다. 1차 독회때 제안을 할 수 있다. 2차 독회 전까지 정부는 법안을 검토해야되고, 2차 독회에서는 축조심의로 법안을 확정한다.
법안이 발효되기 위해서는 의회의 의결외에도 제후의 승인과 정부수반의 서명, 그리고 관보게재를 통한 공포되어야 한다.

### 국제조약
국민에게 새로운 부담을 주거나, 국민의 권리에 영향을 미칠 수 있는 국제조약은 의회에 심사를 받아야 한다. 의회는 정부가 체결한 국제조약의 특정 내용을 변경할 수 없고, 조약 전체를 수용하거나 반대할 수 있다.

### 예산
국가 예산안은 정부가 제출하고, 의회가 심의의결한다. 예산안에 대해서 의회는 특정 부분을 수정할 수 있다. 정부가 집행과정에서 추가 재정이 필요한 경우 의회에 추가경정예산 의결을 요구할 수 있다. 다년간 재정적자를 야기하는 계획의 경우 정부는 의회에 부채에 대한 동의를 얻어야 한다.

### 정부구성
의회의 핵심기능 중 하나는 정부를 구성하는 것이다. 비록 형식적으로는 의회가 제후에게 임명을 제안하는 형식으로 이루어지지만 실질적으로는 의회가 정부구성원을 선출한다. 제후가 임명권을 자유롭게 행사할 수 있는 것이 아니라 의회의 의결과 결합해야만 임명권을 행사할 수 있다. 또 의회는 정부구성원이 신임을 잃었을 때, 제후에에게 해임을 요구하게 된다.

### 선출기능
의회는 정부구성원외에도 여러 공직에 대한 선출 기능을 갖고 있다. 의회는 정부 이외에 행정평의회나 국가가관의 경영감독위, 국가 미술품 수집 재단의 운영진같은 개별 위원회의 위원을 선출한다.
민사법원과 형사법원의 판사는 의회와 제후가 공동으로 임명한 위원회에서 선출한다. 이 위원회의 의장은 제후가 맡고, 가부동수일 때 최종결정권을 갖는다. 의회와 제후는 동수의 위원을 임명하며, 의회는 최소 1명씩의 원내정당 의원을 포함시킨다. 제후는 현 정부의 법무담당자를 위원으로 선출한다. 후보는 제후의 동의하에 위원회에서 의회에 추천하게 된다. 추천된 후보는 의회에서 판사로 선출되게 되고, 제후에 의해 임명된다. 의회가 동의하지 않으면, 위원회는 4주 이내에 새로운 후보를 추천해야 한다. 추천하지 않으면 의회는 독자후보를 제시하거나 국민투표에 회부할 수 있다. 국민투표에 붙여지면 국민은 국민발안을 통해 입후보시킬 수 있다.

## 견제
의회는 국가 행정기관과 법원을 견제, 감시할 의무와 권한이 있다. 의회는 운영감독위원회를 통하거나 매년발간되는 결산보고서등 검토를 통해 이 기능을 수행한다. 그외에 의원은 문서나 구두로 정부에 질의를 할 수 있다. 더 강력한 견제 수단으로 조사위원회가 있으며, 이는 구체적인 계기가 있어야 소집이 된다.

## 의사결집
의회는 더 나은 정치적 주장에 대한 공적 토론을 통해 의사형성과 의사결정에 기여한다.

## 조직

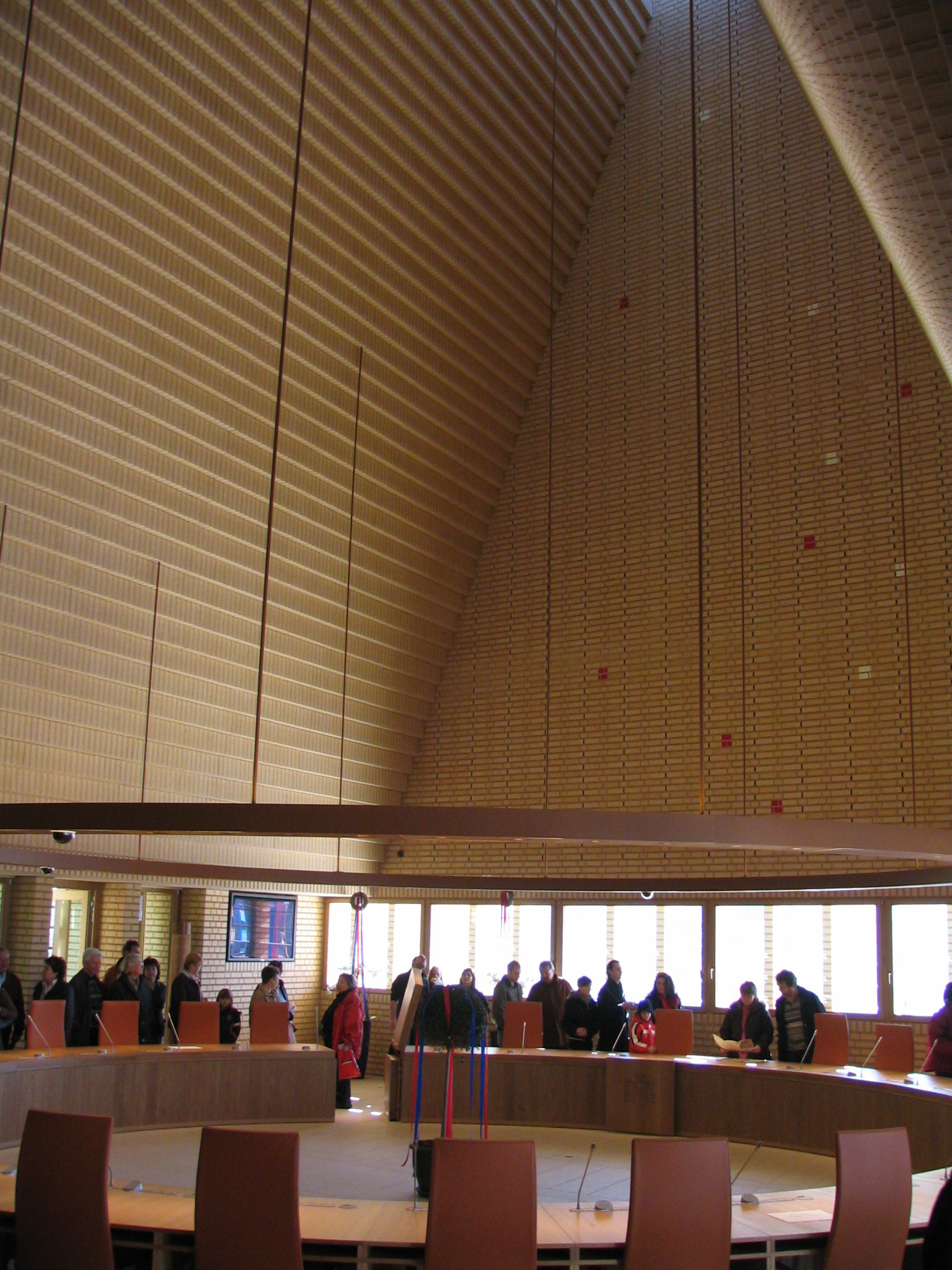
리히텐슈타인 의회 내부

### 본회의
리히텐슈타인 의회는 25명으로 구성되어 있으면, 본 회의(전체 회의)를 통해 그 권한을 행사한다. 법률안에 대한 구체적인 논의도 본회의에서 이루어진다. 다른 의회와 비교했을 때 리히텐슈타인 의회는 상임위의 역할이 크지 않다. 상임위는 특정 분야에 대해 본 회의를 준비하거나 논의 안건을 작성하는 일을 한다.

### 의원
리히텐슈타인 의회는 비직업 의회이다. 다시말해 의원들은 별도의 직업을 가지고 있다는 것이다. 물론 리히텐슈타인 의원들고 회의비용 형태로 세비를 받는다. 또 의원들은 회의당 그 준비활동 비용을 지급받는다. 의원들은 의회에서의 발언으로 소추되지 않으며, 회기중 의회의 동의 없이는 체포되지 않는 면책특권이 있다.

### 의장
의회는 개회와 더불어 의장과 부의장을 선출한다. 임기는 1년이다. 일반 의원과 달리 임기동안 의장은 직업의원이된다. 의장은 의회를 이끌며, 대외적으로 의회를 대표한다. 부의장은 의장 유고시 그 직을 대행한다.

### 상임위원회
개원시 3개의 상임위원회의 상임위원을 선출한다. 3개 상임위는 대외 상임위와 재정상임위, 운영감사 상임위이다. 각 상임위는 5명으로 구성된다.

### 특별위원회
의회 운영규정에 따라 별도의 운영위원회를 구성할 수 있다. 특위는 3에서 5인으로 구성되며, 부과된 임무과 종결되면 해산한다. 특위는 주로 특정 법안이나 특정 업무를 준비하거나 본회의 논의 안건을 작성하는 일을 한다. 조사위원회는 소수자 보호의 수단으로 만들어졌다. 7인의 의원이 동의하면 의회는 의무적으로 조사위원회를 운영해야 한다.

### 의회 대표
임기 시작과 더불어 관련 국제기구의 대표를 선출한다. 유럽평의회 의원총회나 국제의원연맹 등 해당 국제기구이다. 임기는 4년이다.

### 의회운영위원회
의회 운영위원회(LandtagsbÜro)는 의장, 부의장, 교섭단체 대표로 구성되며, 의장의 의회운영을 돕는 역할을 한다. 사무처장도 운영위에 참관인으로 참여한다. 회의 안건을 정하거나, 의회관련 예산을 제출하고, 사무처의 직원을 임명하는 일을 한다.

### 서기
매년 회의가 시작할 때, 서기 2인을 선출한다. 서기는 개표원 역할을 한다.

### 의회 사무처
사무처는 사무처장과 사무부처장 그리고 직원으로 구성된다. 사무처의 주요임무는 본회의와 상임위의 회의록 작성, 의장과 의원, 상임위 보좌, 의원에 대한 정보제공이다. 사무처장과 부처장은 의회에서 선출한다.

### 교섭단체
교섭단체는 정당들과 의원들 사이를 연결하는 역할을 한다. 의회에서 안건이 논의되기 전에 교섭단체 모임을 통해 당내의결을 모은다. 교섭단체의 의견을 교섭단체 대표가 밝힌다. 교섭단체별로 별도의 회의실이 배정되어 있다. 교섭단체를 구성하기 위해서는 최소 3인의 의원이 필요하다.

### 국가위원회
국가위원회는 의회가 회의를 개최하지 못할 때(의회 해산시, 연말 회기 종료후 연초 개회이전등) 의회의 기능을 수행한다. 국가위원회는 의장과 (각 지역구 동수의 의원이 참여하는) 4인의 의원으로 구성된다. 국가위원회는 상설기구가 될 수 없다.

### 의사규정
의회의 기능과 활동방식은 헌법과 의사규정으로 정하고 있다.

## 권한

### 국민의 권한
국민이 의회선출 권한만 갖고 있는 것은 아니다. 국민발안을 통해 의회의 소집을 요구하거나, 국민투표로 의회의 해산을 강제할 수도 있다. 국민투표법에 따라 유권자는 의회의 결정을 국민투표에 회부할 수 있다. 일반법안과 재정법안은 유권자 1000인의 서명으로 국민투표를 발안할 수 있고, 헌법이나 국제조약의 변경을 위해서는 1500명의 서명이 필요하다. 하지만 의회는 법안이나 개헌안에 긴급사태를 선포해 국민투표 대상에서 제외할 수 있다.

### 제후의 권한
제후는 의회의 결정에 영향력을 행사할 수단을 가지고 있다. 먼저 모든 법안은 제후의 승인을 필요로한다.
제후는 대외적으로 국가를 대표한다. 국제조약을 의회의 동의를 얻어 폐기할 수 있다.
제후는 연초에 의회를 개회하고, 연말에 의회닫도록 명령할 권한을 가지고 있다. 이런 절차없이 의회 스스로 회의를 가질 수 없다. 회기중에 제후는 중대사유로 최대 3개월간 의회의 개회와 정회를 명령할 수 있다.

## 선거제도

### 선거구
2개의 선거구에서 25명의 의원을 선출한다. 15명은 어버란트 선거구에서, 10명은 운터란트 선거구에서 선출한다.

### 비례대표제
비밀, 보통, 평등, 직접 선거가 보장된다. 선거권자는 18세이상 리히텐슈타인에 거주하는 모든 국민이다. 비례대표제로 의원을 선출한다. 의원은 정당(또는 소속 후보)가 얻은 표의 비율에 따라 정당에 배분된다. 정당내의 당선자 결정은 개인 후보의 다득표순으로 결정한다.

### 봉쇄조항
리히텐슈타인 전체 유효표의 8 %이상 득표한 정당을 대상으로 의석이 배분된다.

### 임기
임기는 4년이다. 헌법은 매 4년마다 2월이나 3월에 의회선거를 해야한다고 규정하고 있다.

### 부의원
부의원을 별도로 선출하는 것은 리히텐슈타인 의회의 특이한 점이다. 각 지역구의 한 정당소속 의원 3인당 1명의 부의원을 선출한다. 이와 별도로 원내정당은 최소 1인의 부대표를 선출한다.(소수정당도 부의원을 선출한다) 부의원의 기능은 의원이 의회 회의에 참석할 수 없는 일이 발생했을 때, 다수파가 바뀌는 것을 예방하는 기능을 한다. 부의원은 의회내의 직책을 맡을 수는 없지만, 국제기구의 의회 대표로 선출될 수 있다. 이 조항은 의원들의 업무부담을 줄여주기 위한 방편이다.

### 여성 의원
여성이 의회에 진출하기 시작한 것은 1986년부터다. 1993년에는 2명, 1997년과 2001년 3명, 2005년과 2009년에는 6명의 여성이 의회에 진출했다.

### 정당의 수
1918년 처음으로 정당이 만들어져, 이후 진보시민당과 애국연합만 원내에 진출했다. 18 % 봉쇄조항과 비례대표제로 인해 양당간의 차이가 크지 않았다. 그래서 오랫동안 연정을 구성했다(1938-1997, 2005-). 1973년 8 %로 봉쇄조항이 낮춰진 후에도 1993년에 와서야 "자유명부"가 3당으로 처음 원내진출에 성공했다.

### 투표율
리히텐슈타인의 투표율은 전통적으로 높은 편이다. 2001년 87 %, 2005년 86.5 %, 2009년 84.6 %였다.